# Antoine Quentin Fouquier-Tinville

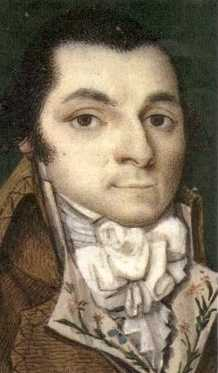
Antoine Quentin Fouquier-Tinville.

Antoine Quentin Fouquier de Tinville, später Fouquier-Tinville [fukˌjetɛ̃ˈviːl] genannt (* 10. Juni 1746 in Hérouël, Département Aisne; † 7. Mai 1795 in Paris), war ein französischer Revolutionär und öffentlicher Ankläger (Accusateur Public) des Revolutionstribunals während der Französischen Revolution.

## Leben
Fouquier de Tinville wurde in Hérouël, seit 1843 Foreste, einem kleinen Ort 16 km westlich von St. Quentin, geboren und stammte aus einer wohlhabenden Familie alten französischen Adels der Picardie. Nach einigen Umwegen studierte er Jura und arbeitete seit 1765 für die Staatsanwaltschaft. 1774 kaufte er, nach Auszahlung eines erheblichen Erbes durch seine Familie, das Amt des Staatsanwalts und heiratete ein Jahr später in erster Ehe seine Cousine, mit der er fünf Kinder hatte. Nach dem Tod seiner Frau heiratete er erneut und musste 1783 das Amt des Staatsanwalts wieder verkaufen. Maßlos verschuldet erhielt er eine Stelle bei der königlichen Polizei und wurde 1789 Kommissar. Mit Unterstützung seines Cousins Camille Desmoulins wurde er am 17. August 1792 zum Leiter einer der Anklagejurys die zum ersten  Revolutionstribunal gehörten. Während der Revolution änderte er seinen Namen zu Fouquier-Tinville, um seine adlige Herkunft zu verschleiern.

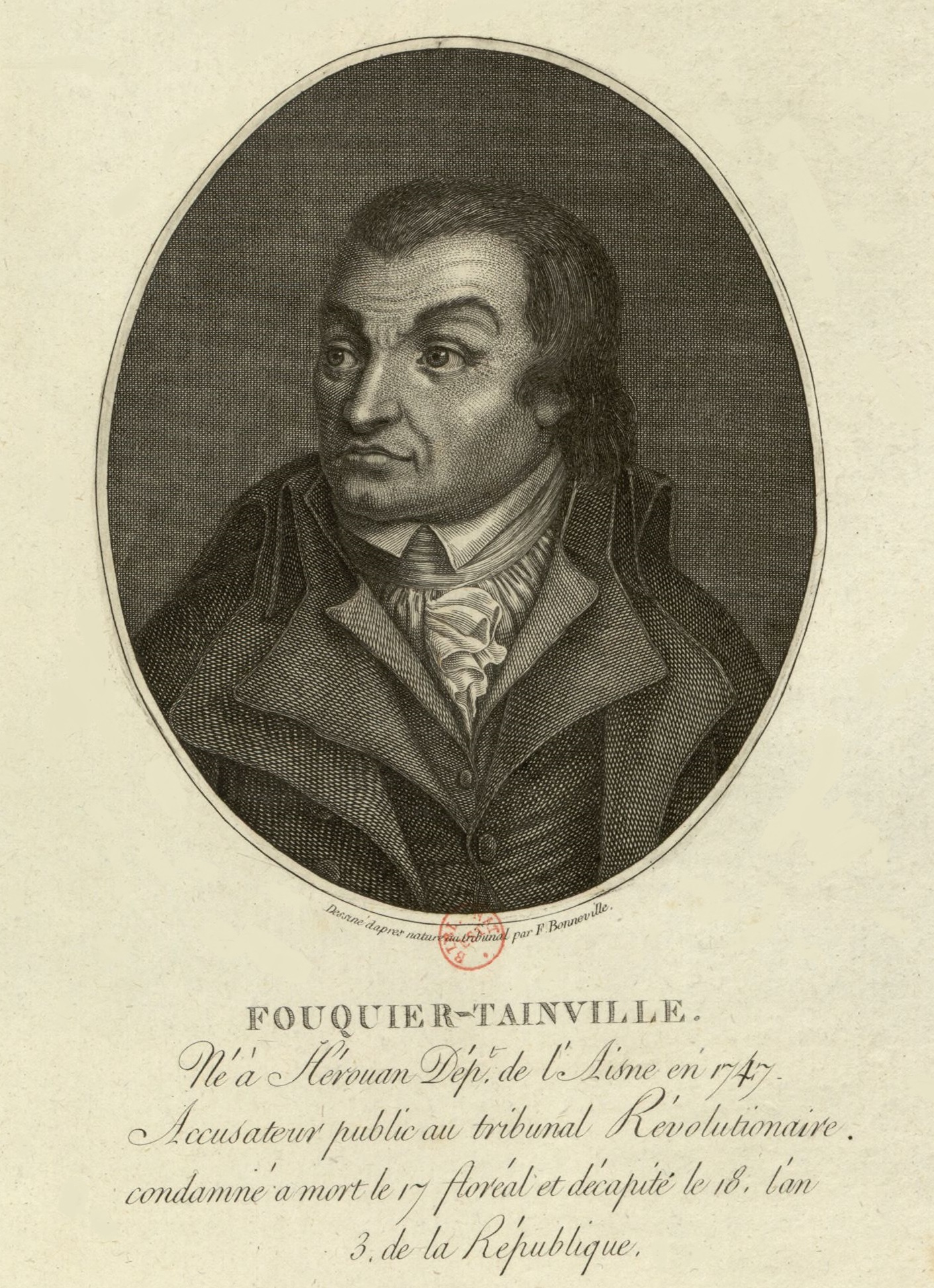
Fouquier-Tinville, Stich von François Bonneville

Als das Revolutionstribunal am 10. März 1793 gegründet wurde, wurde Fouquier-Tinville zum öffentlichen Ankläger ernannt; das Amt behielt er bis zum 28. Juli 1794. Zusammen mit Robespierre funktionierte er es zu einem Hauptinstrument der Revolution um. Nach außen trug er die Maske der Unabhängigkeit und Unbestechlichkeit, tatsächlich folgten seine Anklagen dem jeweils herrschenden politischen Wind, wobei er jedoch auf persönliche Vorteilnahme strikt verzichtete. Er war an rund 2.400 Todesstrafen beteiligt (darunter die seines Cousins Camille Desmoulins und der Königin Marie-Antoinette). Auch die Verurteilung von Olympe de Gouges, die die Déclaration des droits de la femme et de la citoyenne (Erklärung der Rechte der Frau und Bürgerin) als Reaktion auf die französische Deklaration der Menschenrechte verkündete, hat er zu verantworten. Obwohl er einer königstreuen Familie entstammte und selbst mit zahlreichen Angeklagten verwandtschaftliche Beziehungen hatte, nahm er bei seinen mit Leidenschaft vorgetragenen Anklagen weder auf Herkunft noch Alter, Geschlecht oder Stand Rücksicht. Dem von ihm maßgeblich unterstützten Sturz Robespierres am 9. Thermidor folgte schrittweise sein eigener Abstieg. Am 1. August 1794 ließ ihn der Nationalkonvent verhaften und ihm den Prozess machen. Als Verteidigung brachte er vor, dass er nur die Anordnungen des Wohlfahrtsausschusses befolgt habe. Nach einem der längsten Prozesse der Revolutionsgeschichte, der einundvierzig Tage dauerte, wurde er wie andere Verantwortliche im Revolutionstribunal (wie der Richter Martial Herman) zum Tod verurteilt und unter großer Anteilnahme des Volkes am 7. Mai 1795 auf der Guillotine hingerichtet.

## Bibliographie
- Procès de Fouquier-Tinville.  A Paris: Chez Maret, 1795
- Procès de Fouquier Tinville. Paris: De l'imprimerie du Bulletin républicaine, 1795
- Réponse d'Antoine-Quentin Fouquier, ex-accusateur-public près le Tribunal révolutionnaire de Paris, aux différens chefs d'accusation portés en l'acte à lui notifié, le 26 frimaire: a la défense générale de Billaud-Varennes, Collot-d'Herbois, Barrère et Vadier, anciens membres des comités de gouvernement, et a celle particulière de Billaud, et encore aux faits avancés par quelques-uns d'eux, dans les séances de la Convention des 12 et 13 fructidor. Paris, Impr. de Marchant, 1795
- Réquisitoires de Fouquier-Tinville, ed. Hector Fleischmann, 1911